# چرخه نیمه‌شبانه‌روزی
در کرونوبیولوژی، چرخه نیمه‌شبانه‌روزی (به انگلیسی: Semicircadian rhythm, Circasemidian rhythm)، یک چرخه برانگیختگی فیزیولوژیکی است که دو بار در یک روز ۲۴ ساعته به اوج خود می‌رسد. ممکن است به آن چرخه نیم‌دایره‌ای نیز گفته شود. مطالعات متعدد نشان داده‌اند که چرخه‌های شبانه‌روزی انسان در بسیاری از معیارهای کارکرد و فعالیت فیزیولوژیکی دارای دو الگوی اوج روزانه (نیمه‌روزانه) هستند. کلمه circasemidian بر اساس کلمات لاتین circa ("حدود")، semi ("نیم") و dia ("روز") است؛ بنابراین، این چرخه دارای دو چرخه در روز است و برخی پژوهشگران محققین از آن به عنوان ریتم نیم‌دایره‌ای یاد کرده‌اند. معمولاً برای (۱) تعمیق یاسو پیش از سحر در دمای بدن و کارکرد روان‌شناختی، (۲) ایجاد یک نقطه صاف در اوایل بعدازظهر در افزایش دمای بدن و کارکرد شناختی در طول روز ("افت پس از ناهار") و (۳) اوج دمای بدن و کارکرد شناختی را در اوایل شب افزایش دهید. بروتون نخستین کسی بود که این ویژگی کارکرد انسان را مورد توجه پژوهشگران قرار داد.

## توصیه
این مشاهده‌های رفتاری و فیزیولوژیکی از نیاز به در نظر گرفتن آهنگ ۱۲ ساعته در تعیین کمیت تغییرهای روزانه در کارکردهای فیزیولوژیک و برخی از انواع کارکردهای شناختی در تلاش‌های مدل‌سازی خستگی مانند ابزار برنامه‌ریزی اجتناب از خستگی پشتیبانی می‌کند.